# Aceiro

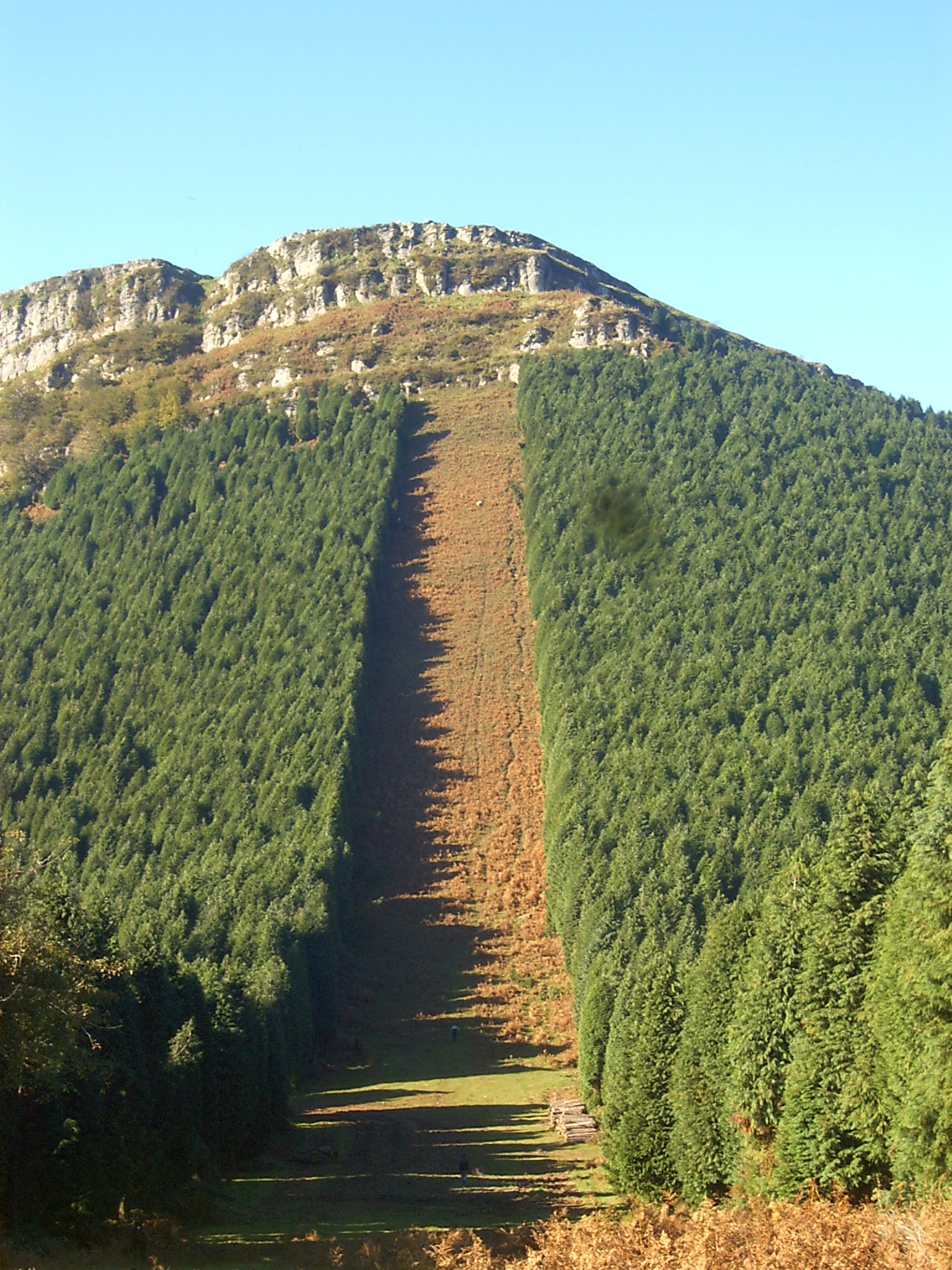
Um aceiro na Espanha

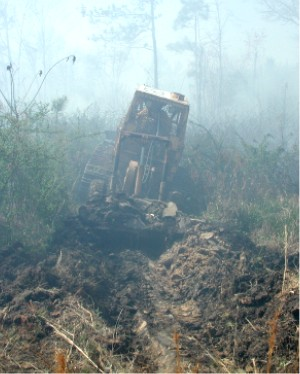
Abrindo um aceiro

Aceiro, atalhada ou sesmo é o desbaste de um terreno em volta de propriedades, matas e coivaras, para impedir propagação de incêndios, etc.

## Definições
Além das propriedades, o desbaste de aceiro é feito em volta de matas, coivaras e outros locais, provocando a descontinuidade de material vegetal combustível e, assim, evitando que o fogo de queimadas e incêndios se propaguem.
O aceiro pode ser aberto preventivamente ou como meio de evitar o alastramento de fogo já iniciado.
No Rio de Janeiro e em Goiás o termo também tem acepção da limpeza feita em volta das cercas de arame, obedecendo a distância de um metro de cada lado destas, durante as queimadas e, neste último estado também designa as pequenas queimadas feitas por viajantes, objetivando a limpeza do terreno para o pouso próprio e de animais.

## Defesa florestal
A abertura de aceiros para a defesa de florestas é uma prática ambiental em locais onde haja incidência de incêndios e queimadas.
Os aceiros podem ser "naturais" (em que o efeito de fator de interrupção da propagação de fogo decorra de modo indireto - como estradas, rios, etc.) ou específicos (feitos para este fim). Para ter utilidade na prevenção de incêndios devem ser alvo de constante manutenção, deixando-os limpos e trafegáveis.
Sua largura, para fins florestais, não deve ser inferior a cinco metros, podendo chegar a cinquenta metros: mais largos os principais e mais estreitos os secundários.